# Сидней-Харбор (национальный парк)
Сидней-Харбор (англ. Sydney Harbour National Park; с англ. — «Сиднейская гавань») — национальный парк на территории Сиднея.
Территория парка включает в себя несколько участков земли Сиднейской бухты, нетронутых человеком, или где антропологическое влияние минимально: обрывистые полуострова, небольшие острова, участки побережья, затопляемые приливами. Ещё в конце XIX века были предложения оградить некоторые территории от разработки. Министр Нового Южного Уэльса Нил Нильсен был активным сторонником создания охраняемых территорий, даже употреблял выражение «национальный парк».
В 1965 году правительство штата начало скупать нетронутые участки, а Национальный фонд Австралии предложил в 1968 году объявить их национальным парком. Официально парк был организован 4 апреля 1975 года. Со временем парк стал расширяться, в 1978 году в него включен парк Нильсена, в 1984 году — территория карантинной станции в Мэнли. Сегодня территория национального парка составляет 4,11 км².
По классификации IUCN Сидней-Харбор относится к V категории (охраняемые наземные и морские ландшафты).

## Достопримечательности
- Сидней-Хедс (Сиднейские головы) — скалистые полуострова у входа в Сиднейскую бухту.
- Острова бухты (Кларк, Гот, Родд, Шарк).
- Парк Нильсена (Саут-Хед).
- Форт Денисон.